# Jan Kruize
Jan Kruize (Valthermond, 23 mei 1936 - Emmen, 1 oktober 2022) was een Nederlands politicus van de PvdA.
In 1959 ging hij werken bij de sociale dienst van eerst Veendam, daarna van Scheemda en vervolgens van Ommen. Begin 1966 maakte Kruize de overstap naar de sociale dienst van Gieten waar hij hoofd van die afdeling was voor hij in april 1976 benoemd werd tot burgemeester van de Groningse gemeenten Kantens en Usquert. Van 1982 tot 1988 was hij voorzitter van de Provinciale Groninger Sportraad. In februari 1988 volgde zijn benoeming tot burgemeester van de Zeeuws-Vlaamse gemeente Oostburg. In april 1997 ging Kruize daar vervroegd met pensioen.